# Весениће
Весениће је насеље у Србији у општини Тутин у Рашком округу. Село је на падинама брда Завршја, које се спушта према Паљевској реци. Име села долази од имена старог братства које га је настањивало. Од остатака старијег становништва су: влашко гробље и два грчка гробља. Бошњачко становништво потиче од племена Куча и Хота. Према попису из 2022. било је 517 становника.

## Демографија
У насељу Весениће живи 309 пунолетних становника, а просечна старост становништва износи 31,4 година (30,5 код мушкараца и 32,5 код жена). У насељу има 90 домаћинстава, а просечан број чланова по домаћинству је 5,00.
Ово насеље је великим делом насељено Бошњацима (према попису из 2002. године).
|  |

| Демографија | Демографија | Демографија |
| Година      | Становника  | Становника  |
| ----------- | ----------- | ----------- |
| 1948.       | 253         |             |
| 1953.       | 289         |             |
| 1961.       | 305         |             |
| 1971.       | 309         |             |
| 1981.       | 340         |             |
| 1991.       | 552         | 527         |
| 2002.       | 450         | 562         |

| Етнички састав према попису из 2002.‍ | Етнички састав према попису из 2002.‍ | Етнички састав према попису из 2002.‍ | Етнички састав према попису из 2002.‍ | Етнички састав према попису из 2002.‍ |
| ------------------------------------ | ------------------------------------ | ------------------------------------ | ------------------------------------ | ------------------------------------ |
|                                      |                                      |                                      |                                      |                                      |
| Бошњаци                              | Бошњаци                              |                                      | 433                                  | 96,22%                               |
| Муслимани                            | Муслимани                            |                                      | 16                                   | 3,55%                                |
| непознато                            | непознато                            |                                      | 1                                    | 0,22%                                |

| Година пописа     | 1948. | 1953. | 1961. | 1971. | 1981. | 1991. | 2002. |
| ----------------- | ----- | ----- | ----- | ----- | ----- | ----- | ----- |
| Број домаћинстава | 40    | 44    | 46    | 51    | 55    | 104   | 90    |

| Број чланова      | 1 | 2 | 3  | 4  | 5  | 6  | 7  | 8 | 9 | 10 и више | Просек |
| ----------------- | - | - | -- | -- | -- | -- | -- | - | - | --------- | ------ |
| Број домаћинстава | 4 | 4 | 11 | 12 | 21 | 23 | 10 | 3 | 1 | 1         | 5,00   |

| Пол    | Укупно | Неожењен/Неудата | Ожењен/Удата | Удовац/Удовица | Разведен/Разведена | Непознато |
| ------ | ------ | ---------------- | ------------ | -------------- | ------------------ | --------- |
| Мушки  | 175    | 76               | 93           | 6              | 0                  | 0         |
| Женски | 170    | 59               | 100          | 10             | 0                  | 1         |
| УКУПНО | 345    | 135              | 193          | 16             | 0                  | 1         |

| Пол    | Укупно                    | Пољопривреда, лов и шумарство | Рибарство                            | Вађење руде и камена | Прерађивачка индустрија       |
| ------ | ------------------------- | ----------------------------- | ------------------------------------ | -------------------- | ----------------------------- |
| Мушки  | 66                        | 23                            | 0                                    | 0                    | 16                            |
| Женски | 36                        | 22                            | 0                                    | 0                    | 8                             |
| УКУПНО | 102                       | 45                            | 0                                    | 0                    | 24                            |
| Пол    | Производња и снабдевање   | Грађевинарство                | Трговина                             | Хотели и ресторани   | Саобраћај, складиштење и везе |
| Мушки  | 0                         | 4                             | 8                                    | 2                    | 6                             |
| Женски | 0                         | 0                             | 0                                    | 0                    | 0                             |
| УКУПНО | 0                         | 4                             | 8                                    | 2                    | 6                             |
| Пол    | Финансијско посредовање   | Некретнине                    | Државна управа и одбрана             | Образовање           | Здравствени и социјални рад   |
| Мушки  | 0                         | 0                             | 0                                    | 4                    | 1                             |
| Женски | 0                         | 0                             | 1                                    | 5                    | 0                             |
| УКУПНО | 0                         | 0                             | 1                                    | 9                    | 1                             |
| Пол    | Остале услужне активности | Приватна домаћинства          | Екстериторијалне организације и тела | Непознато            | Непознато                     |
| Мушки  | 1                         | 0                             | 0                                    | 1                    | 1                             |
| Женски | 0                         | 0                             | 0                                    | 0                    | 0                             |
| УКУПНО | 1                         | 0                             | 0                                    | 1                    | 1                             |